# مصطفى آرابي
مصطفى آرابي (بالألبانية: Mustafa Arapi‏) هو مرمم ‏ ألباني، ولد في 23 يوليو 1950 في تيرانا في ألبانيا.